# Tovera de De Laval

Diagrama d'una tovera de De Laval, que mostra la velocitat de flux aproximada (v), juntament amb l'efecte sobre la temperatura (T) i la pressió (p)

Una tovera de De Laval (o tovera convergent-divergent, tovera CD o tovera con-di) és un tub que està comprimit al mig, amb una convergència ràpida i una divergència gradual. S'utilitza per accelerar un fluid compressible a velocitats supersòniques en la direcció axial (empenta), convertint l'energia tèrmica del flux en energia cinètica. Les toveres de Laval s'utilitzen àmpliament en alguns tipus de turbines de vapor i toveres de motors de coet. També s'utilitza en motors de reacció supersònics.
S'han aplicat propietats de flux similars als corrents en jet dins de l'astrofísica.

## Història

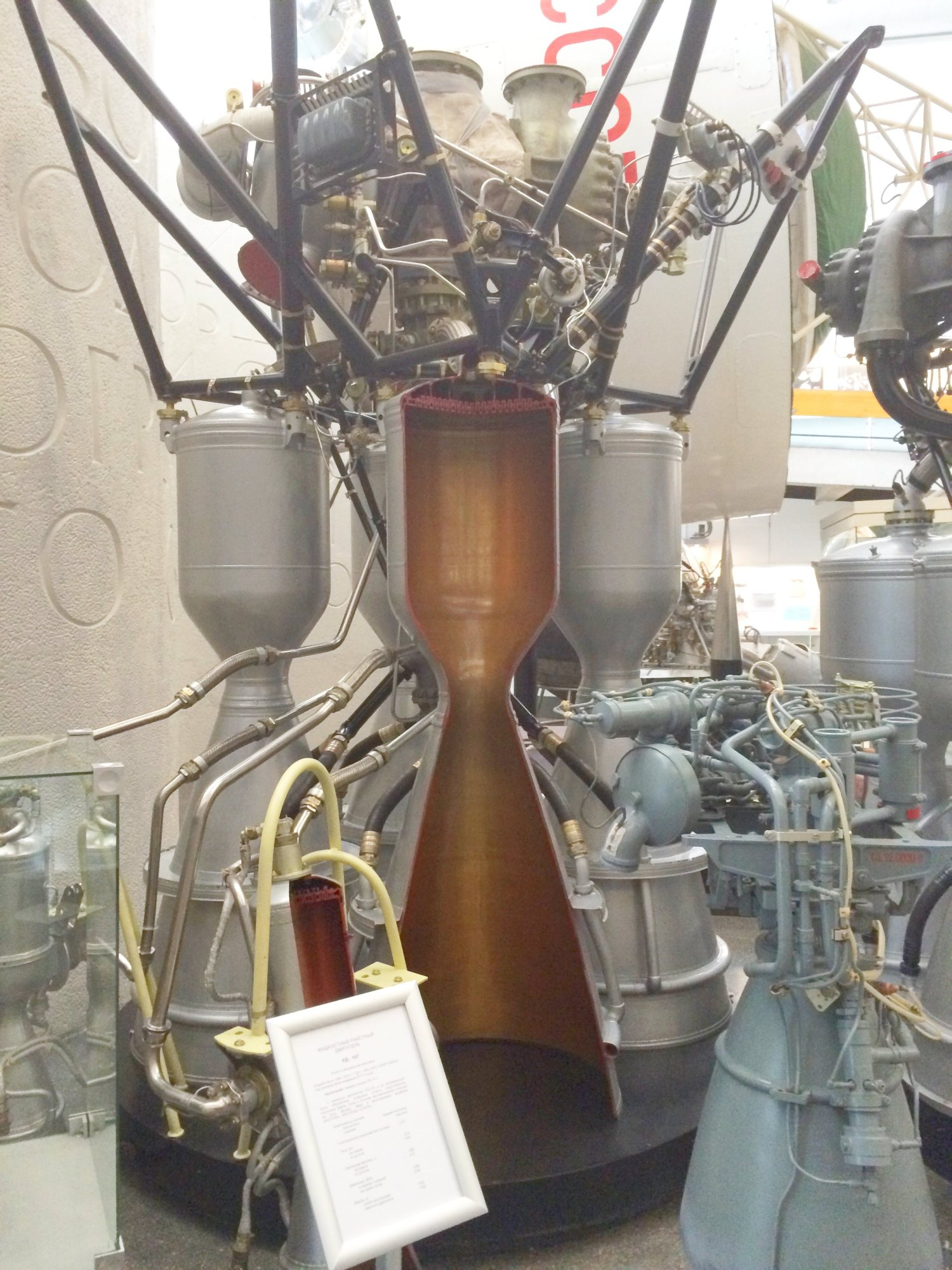
Secció longitudinal del motor de coet RD-107 (Museu Estatal Tsiolkovsky d'Història de la Cosmonàutica)

Giovanni Battista Venturi va dissenyar tubs convergents-divergents coneguts com a tubs Venturi per a experiments sobre els efectes de reducció de la pressió dels fluids quan el fluid flueix a través d'obstacles (efecte Venturi). L'enginyer i inventor alemany Ernst Körting suposadament va canviar a una tovera convergent-divergent a les seves bombes de raig de vapor el 1878 després d'utilitzar toveres convergents, però aquestes toveres van romandre un secret de l'empresa. Més tard, l'enginyer suec Gustaf de Laval va aplicar el seu propi disseny de broquet convergent divergent per al seu ús a la seva turbina d'impuls l'any 1888.
La tovera convergent-divergent de Laval va ser aplicada per primera vegada en un motor de coet per Robert Goddard. La majoria dels motors de coets moderns que utilitzen la combustió de gas calent utilitzen broquets de Laval.

## Operació
El seu funcionament es basa en les diferents propietats dels gasos que flueixen a velocitats subsòniques, sòniques i supersòniques. La velocitat d'un flux subsònic de gas augmentarà si la canonada que el transporta s'estreny perquè el cabal màssic és constant. El flux de gas a través d'una tovera de De Laval és isentròpic (l'entropia del gas és gairebé constant). En un flux subsònic, el so es propaga a través del gas. A la "gola", on l'àrea de la secció transversal és mínima, la velocitat del gas esdevé localment sònica (nombre de Mach = 1.0), una condició anomenada flux obstruït. A mesura que augmenta la secció transversal de la tovera, el gas comença a expandir-se i el flux augmenta fins a velocitats supersòniques, on una ona sonora no es propagarà cap enrere a través del gas tal com es veu en el marc de referència de la tovera (nombre de Mach > 1.0).

## Condicions per al funcionament
Una broqueta de Laval només s'obstruirà a la gola si la pressió i el flux de massa a través de la broqueta són suficients per assolir velocitats sòniques; en cas contrari, no s'aconsegueix cap flux supersònic i actuarà com un tub Venturi. Això requereix que la pressió d'entrada a la tovera sigui significativament superior a l'ambiental en tot moment (equivalentment, la pressió d'estancament del raig ha de ser superior a l'ambiental).
A més, la pressió del gas a la sortida de la porció d'expansió de l'escapament d'una tovera no ha de ser massa baixa. Com que la pressió no pot viatjar aigües amunt a través del flux supersònic, la pressió de sortida pot ser significativament inferior a la pressió ambient en què s'escapa, però si és massa inferior a l'ambient, el flux deixarà de ser supersònic, o el flux es separarà dins de la porció d'expansió de la broqueta, formant un jet inestable que pot "flipar" dins de la broqueta, produint una empenta lateral i possiblement danyant-la.
A la pràctica, la pressió ambient no ha de ser superior a aproximadament 2-3 vegades la pressió del gas supersònic a la sortida perquè el flux supersònic surti de la broqueta.

## Anàlisi del flux de gas a les toveres de Laval
L'anàlisi del flux de gas a través de les toveres de Laval implica diversos conceptes i supòsits:
- Per simplificar, se suposa que el gas és un gas ideal.
- El flux de gas és isentròpic (és a dir, a entropia constant). Com a resultat, el flux és reversible (sense fricció i sense pèrdues dissipatives) i adiabàtic (és a dir, no entra ni surt calor del sistema).
- El flux de gas és constant (és a dir, en estat estacionari) durant el període de combustió del propel·lent.
- El flux de gas és en línia recta des de l'entrada de gas fins a la sortida del gas d'escapament (és a dir, al llarg de l'eix de simetria de la tovera)
- El comportament del flux de gas és compressible, ja que el flux es produeix a velocitats molt elevades (nombre de Mach > 0,3).

## Velocitat dels gasos d'escapament
A mesura que el gas entra a una tovera, es mou a velocitats subsòniques. A mesura que l'àrea de la secció transversal es contrau, el gas es veu obligat a accelerar fins que la velocitat axial esdevé sònica a la gola de la tovera, on l'àrea de la secció transversal és la més petita. Des d'allà, la secció transversal augmenta, permetent que el gas s'expandeixi i que la velocitat axial es torni progressivament més supersònica.
La velocitat lineal dels gasos d'escapament que surten es pot calcular mitjançant la següent equació:
{\displaystyle v_{e}={\sqrt {{\frac {TR}{M}}\cdot {\frac {2\gamma }{\gamma -1}}\cdot \left[1-\left({\frac {p_{e}}{p}}\right)^{\frac {\gamma -1}{\gamma }}\right]}},}
| on:                     | |
| {\displaystyle v_{e}}   | = velocitat d'escapament a la sortida de la tovera,                                                                                       |
| {\displaystyle T}       | = temperatura absoluta del gas d'entrada,                                                                                                 |
| {\displaystyle R}       | = constant universal de la llei dels gasos ,                                                                                              |
| {\displaystyle M}       | = la massa molar del gas (també coneguda com a pes molecular)                                                                             |
| {\displaystyle \gamma } | = {\displaystyle {\frac {c_{p}}{c_{v}}}} = factor d'expansió isentròpica                                                                  |
|                         | ( {\displaystyle c_{p}} i {\displaystyle c_{v}} són les calors específiques del gas a pressió constant i volum constant, respectivament), |
| {\displaystyle p_{e}}   | = pressió absoluta dels gasos d'escapament a la sortida de la tovera,                                                                     |
| {\displaystyle p}       | = pressió absoluta del gas d'entrada. |

Alguns valors típics de la velocitat dels gasos d'escapament v e per a motors de coet que cremen diversos propel·lents són:
- 1.700 a 2.900 m/s (3.800 a 6.500 mph) per a monopropel·lents líquids,
- 2.900 a 4.500 m/s (6.500 a 10.100 mph) per a bipropel·lents líquids,
- 2.100 a 3.200 m/s (4.700 a 7.200 mph) per a propel·lents sòlids.

Com a nota d'interès, de vegades s'anomena ve la velocitat ideal dels gasos d'escapament perquè es basa en la suposició que els gasos d'escapament es comporten com un gas ideal.
Com a exemple de càlcul utilitzant l'equació anterior, suposem que els gasos de combustió del propel·lent estan: a una pressió absoluta que entra a la broqueta p = 7,0 MPa i surten de l'escapament del coet a una pressió absoluta pe = 0,1 MPa; a una temperatura absoluta de T = 3500 K; amb un factor d'expansió isentròpica γ = 1,22 i una massa molar M = 22 kg/kmol. Si s'utilitzen aquests valors a l'equació anterior, s'obté una velocitat d'escapament ve = 2802 m/s, o 2,80 km/s, la qual cosa és coherent amb els valors típics anteriors.
La literatura tècnica sovint intercanvia sense indicació la constant universal de la llei dels gasos R, que s'aplica a qualsevol gas ideal, amb la constant de la llei dels gasos Rs, que només s'aplica a un gas individual específic de massa molar M. La relació entre les dues constants és Rs = R/M.

## Cabal màssic
D'acord amb la conservació de la massa, el cabal màssic del gas a través de la broqueta és el mateix independentment de l'àrea de la secció transversal.
{\displaystyle {\dot {m}}={\frac {Ap_{t}}{\sqrt {T_{t}}}}\cdot {\sqrt {\frac {\gamma M}{R}}}\cdot \mathrm {Ma} \cdot (1+{\frac {\gamma -1}{2}}\mathrm {Ma} ^{2})^{-{\frac {\gamma +1}{2(\gamma -1)}}}}
| on:                           |                                                                            |
| {\displaystyle {\dot {m}}}    | = cabal màssic,                                                            |
| {\displaystyle A}             | = àrea de la secció transversal,                                           |
| {\displaystyle p_{t}}         | = pressió total,                                                           |
| {\displaystyle T_{t}}         | = temperatura total,                                                       |
| {\displaystyle \gamma }       | = {\displaystyle {\frac {c_{p}}{c_{v}}}} = factor d'expansió isentròpica , |
| {\displaystyle R}             | = constant universal dels gasos ,                                          |
| {\displaystyle \mathrm {Ma} } | = Nombre de Mach                                                           |
| {\displaystyle M}             | = la massa molecular del gas (també coneguda com a pes molecular)          |

Quan la gola està a velocitat sònica Ma = 1, on l'equació es simplifica a:
{\displaystyle {\dot {m}}={\frac {Ap_{t}}{\sqrt {T_{t}}}}\cdot {\sqrt {\frac {\gamma M}{R}}}\cdot ({\frac {\gamma +1}{2}})^{-{\frac {\gamma +1}{2(\gamma -1)}}}}Segons la tercera llei del moviment de Newton, el cabal màssic es pot utilitzar per determinar la força exercida pel gas expulsat mitjançant:
{\displaystyle F={\dot {m}}\cdot v_{e}}
| on:                        |                                                  |
| {\displaystyle F}          | = força exercida,                                |
| {\displaystyle {\dot {m}}} | = cabal màssic,                                  |
| {\displaystyle v_{e}}      | = velocitat de sortida a la sortida de la tovera |

En aerodinàmica, la força exercida per la tovera es defineix com a empenyiment.